# Râul Păltinei, Cugir
Râul Păltinei este un curs de apă, afluent al Râului Mare. 